# Bell Eagle Eye

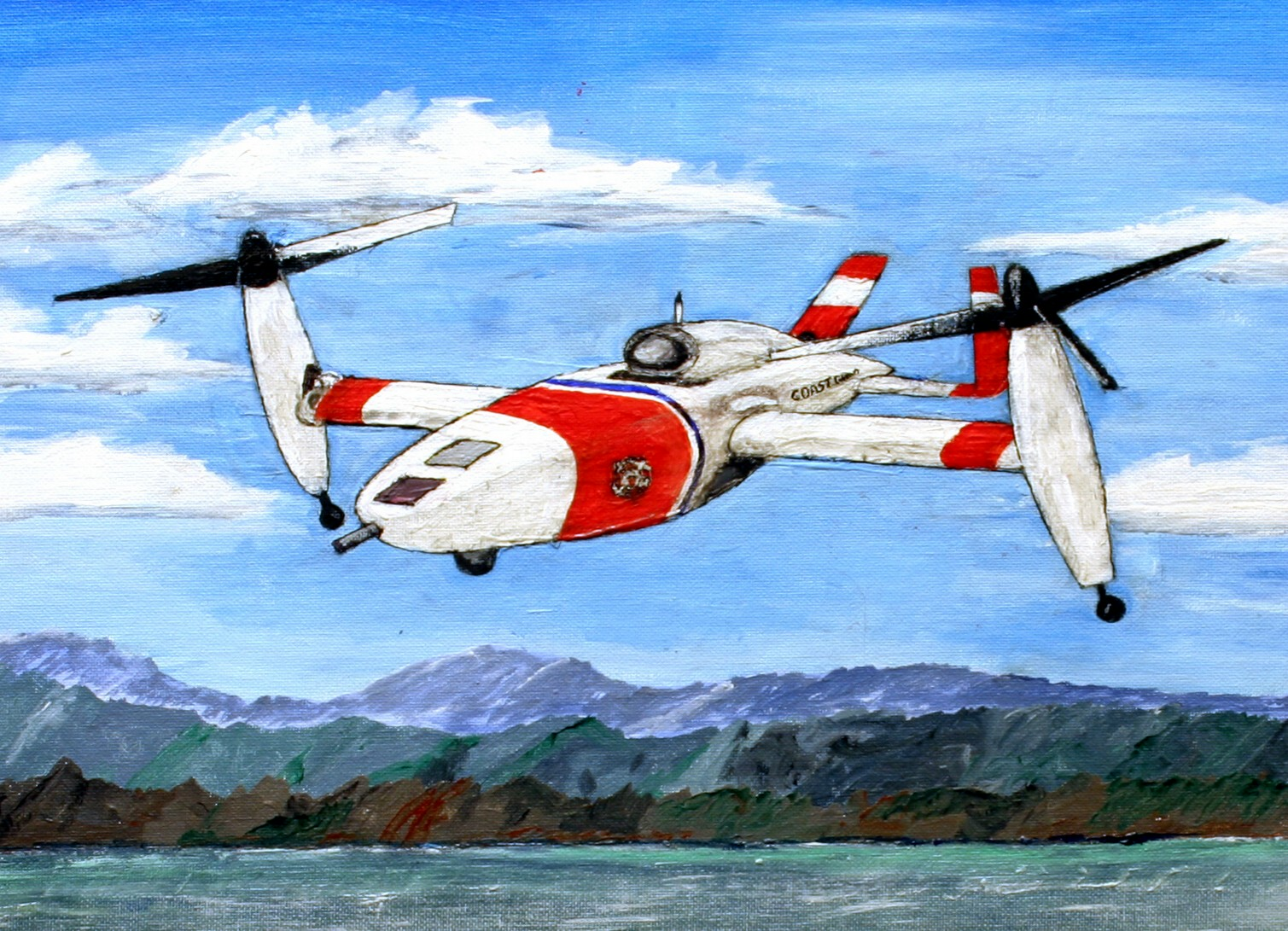
Eagle eye (замальовка)

Eagle Eye — багатоцільовий БПЛА з вертикальним зльотом і посадкою (перший безпілотний конвертоплан), розробка якого почалася у 1992–1993 рр. американською фірмою Bell спільно з компанією Scaled Composites. Два демонстраційних літака TR911X були оснащені двигуном газотурбінним двигуном Allison 250-C20. Перший зразок було значно пошкоджено в результаті аварії .
У 1998 році другий прототип TR911X «Eagle Eye» виконав перший політ.
У 2004 році до програми розробки Eagle Eye приєдналися французька Sagem і німецька Rheinmetall.

## Опис
БПЛА з вертикальним зльотом і посадкою, його гвинти також можуть займати як горизонтальне положення (для вертикального зльоту), так і нахилятися вперед у міру розгону апарату. У цей момент він перетворюється на літак, здатний на тривалі вояжі і чергування в повітрі.
Двигун (Allison C20) встановлений в середині фюзеляжу і приєднаний до з'єднувальної передачі. Провідні вали зі з'єднувальної передачі проходять через центр крила і з'єднуються з передачами на кожній похилій частині крила. Похила частина містить передачу, а також привід, який використовується для переміщення похилої частини з трансмісією і ротором.

## ЛТХ
- Виробник та країна: Bell Helicopter Textron Inc, США.
- Двигун: Pratt & Whitney PW207D[3], високов'язке паливо
- Розміри: довжина — 5,56 м, висота — 1,88 м, розмах крила — 7,37 м, діаметр ротор — 3,048 м[4]
- Вага: порожня вага — 590 кг, макс. злітна вага — 1020 кг.
- Продуктивність: максимальна швидкість — 360 км/год, тривалість польоту — 6 год, гранична висота — 6,1 км
- Корисне навантаження: EO/інфрачервона камера, радар із синтезованою апертурою, міношукач, EW, NBC, ін.
- Канал передачі даних: тактична система передачі даних
- Система управління/спостереження: автономний політ, планування місій/слідування точок маршруту, цифрова карта, GPS/INS навігація
- Зліт: автоматичний вертикальний — для наземного базування спеціального обладнання для зльоту і посадки не потрібно, сумісний з уніфікованим автоматизованим комплексом апаратури для морського базування
- Посадка: автоматична вертикальна — для наземного базування спеціального обладнання для зльоту і посадки не вимагається, сумісний з уніфікованим автоматизованим комплексом апаратури для морського базування
- Структурний матеріал: металевий/композитний
- Електроенергія: 11 Вт (1500 Вт опціонально)
- Наземна станція управління: встановлюється на судно або на автономну установку

## Варіанти і модифікації
- «TR911X „Eagle Eye“» — дослідний передсерійний зразок у масштабі 7/8, оснащений двигуном Allison 250-C20, виготовлено 2 шт.
- «TR918 „Eagle Eye“» — повнорозмірни апарат, оснащений двигуном Pratt & Whitney Canada PW207D.
- «HV-911 „Eagle Eye“» — варіант 2002 року для берегової охорони США.